# 青山愛菜
青山 愛菜（あおやま あいな、1986年1月15日 - ）は、日本のマルチタレント。株式会社ぶるーおーしゃん代表取締役社長。
本名（名字）は非公開。愛菜は本名。ある時から年齢を「永遠の18歳」としている。神奈川県生まれ沖縄県出身。血液型A型。

## 来歴
- アイドルに携わる仕事がしたいと思っていた時に、友人のあやまん監督から声を掛けられ、2013年より女性エンターテイメント集団『あやまんJAPAN』に加入、めんそ〜れ愛菜の名で活動[1]。
- あやまんJAPAN活動中にうつ病を公表。2015年4月8日のイベント「愛菜生誕祭2015〜永遠の18歳って言ってるけどほんとは何歳なの？〜」にて「年齢詐称による解雇」という名目で脱退[2]。
- 歌手、タレント、モデルなどのマネージメントを行う株式会社ぶるーおーしゃんを設立。アイドルグループ『病ンドル』プロデューサーの他、様々な方面で活動。2016年〜2017年には、つばさレコーズに在職していた経歴もある。
- 過去に 未来路愛菜（みくろ あいな）の名でバンド『MeriseS』（ミライズ）のヴォーカルをしていたが、自身とは「別のアーティスト」とし、お互いを公式ライバルとしている。また作詞家の名義としても使用している。

## 人物
- 座右の銘は「面白き事もない世を面白く（高杉晋作）」。
- あやまんJAPAN加入前、一時期読者モデルとしても活動していた。加入後も生活費を賄うためホステスの仕事を並行していた。
- サブカルチャー方面に関する知識が深く、特に初期のガンダムシリーズに詳しい。ガンダムを好きになったきっかけはガンダムシリーズに登場するヒロインの名前が自身の名前「アイナ」と同じ所から興味を示したと話している。同じくガンダムフリークで知られる土田晃之の娘の名前も同じ事から、土田の番組に出演した事もある。

## 出演

### バラエティ
レギュラー
- 解禁!暴露ナイト（テレビ東京、2012年 - ）
- 美美人カフェ（スカパー、2012年3月 - ）

過去に出演した番組
- 嵐にしやがれ（日本テレビ、2010年）
- グータンヌーボ（フジテレビ、2010年10月）
- ぷっすま（テレビ朝日、2011年4月 - ）
- お願い!ランキング（テレビ朝日、2011年5月）
- 淳と乾杯してみたっ!（テレビ東京、2012年）
- 業界トップニュース（テレビ朝日、2012年10月）
- NexT（テレビ東京、2012年11月）
- シューイチ（日本テレビ、2012年）
- 恋クル♡リサイクル（関西テレビ、2012年）
- ぶっちゃけ嬢〜26時のシンデレラ〜（テレビ東京、2015年1月7日 - 3月25日）
- ほぼほぼ ～真夜中のツギクルモノ探し～（テレビ東京、2016年5月3日(火) 25時35分 - 26時05分）
- musicるTV （テレビ朝日、2016年5月9日(月) 25時26分 - 25時56分）-愛踊祭にエントリー中アイドルとして紹介
- 目指せ!超ドSフェスタしずおか 四二〇〇八五五（SBSテレビ、2017年1月23日(月) ）
- 有吉反省会（ 日本テレビ系列、2020年1月、2020年3月）
- トータルテンボスのGIRL GIRLアウト（スカパー！609ch刺激ストロングch.、 2020年12月）

### ラジオ
- 鼻毛★おやゆびプリンセスの「音・街」～歌めぐり街めぐり～ (TOKYO FM、2015年9月1日、26日）
- 安田大サーカスクロちゃんのアイドルステーション（目黒FM、2017年4月21日、2018年1月26日）

### ネット配信
- IDOL♡アカデミー(K・U・T」ノ爆 #19（2016年12月27日）・#70（2019年1月30日）- ニコ生公開生放送LIVE
- 矢口真里の火曜The NIGHT（2019年2月6日[3]、AbemaTV）

### PV
- リエコランド「ツナグミライ」
- chay「君たちキウイ・パパイア・マンゴーだね。」

### 書籍

#### 写真集
- 愛言葉（2010年、電子フォトブック）

#### ネット記事
- がんばれば、報われる・・・なんて言葉には惑わされてない。めんそ〜れ愛菜さん〈前編〉 (女性のための美容とライフスタイルの情報サイトBimajin ビマジン)
- 現代の社会問題に規格外の形で挑む、アイドルプロデューサー・めんそ〜れ愛菜さん〈後編〉 (女性のための美容とライフスタイルの情報サイトBimajin ビマジン)
- あの人は今こうしている　あやまんJAPANめんそ〜れ愛菜　脱退後“社長転身“で年収30倍 (日刊ゲンダイDIGITAL)[4]
- あやまんJAPAN時代に抱えていた「病み」とは？アイドルプロデューサー・めんそ〜れ愛菜さんVol.1 (COCOLOLOライフ)[5]

### MeriseS
- 未来路愛菜として活動するバンド。2012年結成。
- 2012年12月7日に渋谷StarLoungeで初ライブを開催。対バン形式。このライブは22万人のフォロワーで著書も出した氣志團の綾小路翔がtwitterで告知した事もあり、初LIVEとしては成功を収めている。メンバーは元々、綾小路の縁から出会い、結成した。
- バンド名、メンバー名はすべて未来路愛菜が命名している。
- 2014年1月31日のライブを最後に渉利咲 翔はMeriseSを脱退。現在、未来路愛菜、一二三二三、結城ホリー翼とサポートの恵比須猟の4名で構成されている。

| メンバー                            | 前所属バンド     | 担当                 |
| ----------------------------------- | ---------------- | -------------------- |
| 未来路 愛菜(青山愛菜)               | ―                | ヴォーカル           |
| 一 二三二三(足立房文)               | フジファブリック | ドラム、ディレクター |
| 結城ホリー翼                        | T,P,E,D          | ベース               |
| 渉利咲 翔(脱退)                     | ―                | ギター               |
| 恵比寿 猟(小板良輔) ※ギターサポート | noTOKYO(所属中)  | ギター               |